# Carlo Prinetti
Carlo Prinetti (Milano, 1º dicembre 1820 – Milano, 21 ottobre 1911) è stato un politico e ingegnere italiano.
Nel 1848 partecipò alle "Cinque giornate di Milano" e fu poi incaricato di scortare il re Carlo Alberto dal confine sul Ticino a Milano.
Anche il fratello Ignazio fu eletto senatore.

## Cariche pubbliche
- Consigliere provinciale di Milano (1864-1867) (1874-1889)
- Membro della deputazione provinciale di Milano (1867)
- Nel 1864 fu eletto deputato al parlamento nazionale subentrando a Benedetto Cairoli